# リビドー
リビドー（羅: libido）は、日常的には性的欲望または性衝動（sex drive）と同義に用いられる。世間一般的には、リビドーという言葉は抑えきれない性的欲求のようなものを指して使われる。特に男性の荒々しい露骨な性的欲求を表現する言葉としてしばしば使われ、また時には男性の性的欲望を軽蔑する意味合いの言葉としても使われる。
これはジークムント・フロイトが「性的衝動を発動させる力」とする解釈を当時心理学で使用されていた用語Libidoにあてたことを継承したものである。一方で、カール・グスタフ・ユングは、すべての本能のエネルギーのことをLibidoとした。
対義語はデストルドーと誤認されることもあるが、これはフロイト晩年の『快楽原則の彼岸』における「タナトス（死の欲動）」（独: Todestrieb）の言い換えであって、正確な対義語ではない。フロイト自身はしばしば性的欲動の対義語として、死の欲動または攻撃欲動という言葉を使っている。ただし、1920年以前においては、リビドーは対象に向けられる欲動を指しており、その正反対の力として自我欲動を想定していたようである。これは「愛と飢え」という、古くからいわれる詩人の言葉によってしばしば表される。

## 精神分析学の観点から
精神分析学ではリビドーを、様々の欲求に変換可能な心的エネルギーであると定義している。リビドーはイド（簡単にいえば無意識）を源泉とする。性にまつわるものだけでなく、より正確には人間の性を非常にバラエティに富んだものへと向ける本質的な力と考えられている。リビドーが自我によって防衛・中和化されることで、例えば男根期の露出癖が名誉欲に変わるなど、社会適応性を獲得する。また支配欲動が自己に向かい厳格な超自我を形成して強い倫理観を獲得することもある。
リビドーは非常に性的な性質を持つとして見られる一方で、全ての人間活動はこれの変形としてフロイトは理解している。特に文化的活動や人間の道徳的防衛はリビドーの変形したもの、もしくはそのリビドーから身を守るために自我が無意識的に防衛したものとして理解されている。芸術や科学の活動も、リビドーが自我によって防衛され変形したものである。